# Henryk Dobrzański

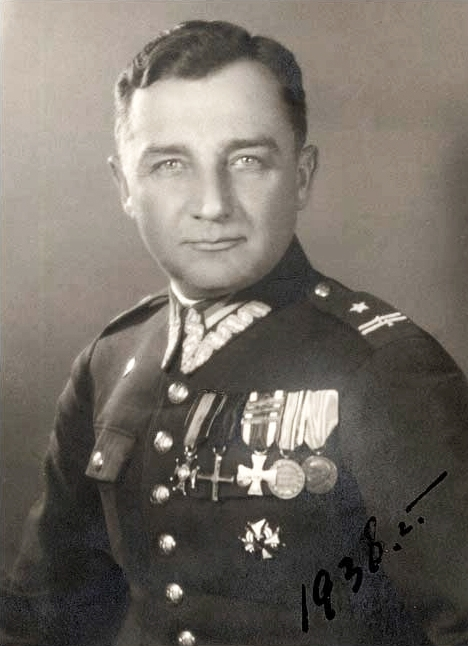
Henryk Dobrzański, „Hubal“

Henryk Dobrzański, genannt Hubal (* 22. Juni 1897 in Jasło, Österreich-Ungarn; † 30. April 1940 bei Anielin) war ein polnischer Sportler, Major der polnischen Kavallerie und einer der ersten Befehlshaber einer Partisanen-Einheit (Hubalczycy) im Zweiten Weltkrieg.

## Vor dem Zweiten Weltkrieg

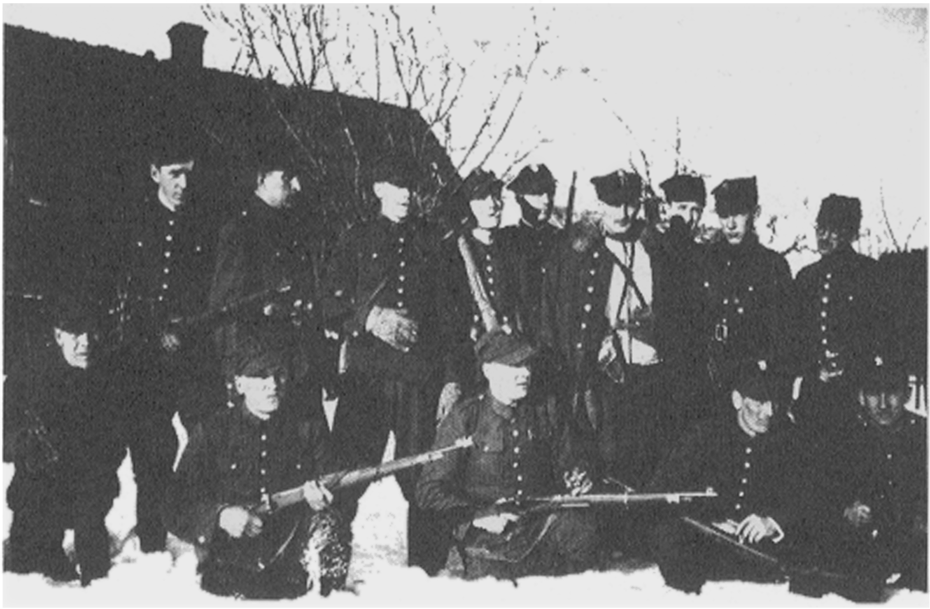
Henryk Dobrzański und seine Truppe im Winter 1940

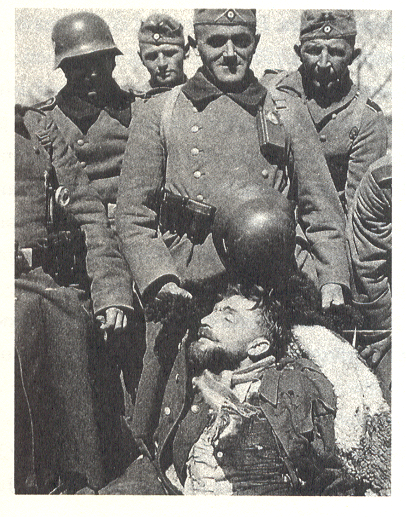
Deutsche Soldaten mit der Leiche Henryk Dobrzańskis am 30. April 1940

Im Ersten Weltkrieg diente Dobrzański im 2. Ulanenregiment unter dem Befehl von Józef Piłsudski. Von 1919 bis 1921 kämpfte er gegen die Truppen der Bolschewiki im Polnisch-Sowjetischen Krieg. Als Jockey gewann er zahlreiche Pferderennen und nahm 1928 an den Olympischen Spielen in Amsterdam teil. Im Laufe seiner sportlichen Karriere gewann er insgesamt 22 Gold-, 3 Silber- und 4 Bronzemedaillen.

## Hubalczycy
Nach dem sowjetischen Überfall auf Polen am 17. September 1939 und der Einnahme von Grodno entschied sich Major Dobrzański, sich mit 180 Mann seines 110. Reserve-Regiments der Ulanen nach Warschau durchzuschlagen. Am 27. September kapitulierte Warschau jedoch. Major Dobrzański blieb die Wahl, seine Einheit aufzulösen, sich mit seinen Soldaten nach Rumänien abzusetzen oder den Kampf fortzuführen. Mit ca. 50 seiner Männer entschied er sich, sich nach Rumänien durchzuschlagen. Am 1. Oktober 1939 überquerten sie bei Dęblin die Weichsel. Noch am selben Tag kam es zu einem Gefecht mit Einheiten der Wehrmacht und Major Dobrzański entschied sich, mit seiner Einheit im Raum Kielce Unterschlupf zu finden und bis zu der erhofften Offensive der Alliierten auszuharren. Am 2. Oktober wurde eine Einheit der Wehrmacht bei Wola Chodkowska geschlagen. Da die Deutschen das Vorgehen der Hubalczycy jedoch mit Repressalien an der Zivilbevölkerung beantworteten, befahl die Polnische Exilregierung, die Einheit aufzulösen. Major Dobrzański widersetzte sich jedoch diesem Befehl und setzte seinen Kampf mit 72 seiner Männer fort. Am 30. März 1940 wurde eine Einheit der deutschen Polizei zurückgeschlagen. Am 30. April 1940 wurde Major Dobrzański mit einem Teil seiner Männer bei einer Rast bei Anielin von Einheiten der 372. Infanterie-Division überrascht. Major Dobrzański fiel bei diesem Kampf, seine Einheit löste sich auf. Die letzten versprengten Soldaten seiner Einheit kämpften noch bis zum 25. Juni 1940.
1973 wurde sein Kampf unter dem Titel Major Hubal verfilmt. Auch ein Frachtschiff erhielt diesen Namen. In Końskie erinnert ein Denkmal an Dobrzański.